# Camillo Panizzardi
Camillo Panizzardi (Torino, 15 novembre 1875 – Roma, 14 febbraio 1935) è stato un presbitero italiano.
Protonotario Apostolico ad instar ed Ordinario Militare Onorario.

## Biografia
Figlio naturale (riconosciuto fin dalla nascita) del generale di Corpo d'Armata Pietro Panizzardi fu accolto giovanissimo, all'età di 12 anni, da San Leonardo Murialdo, nell'Istituto di San Giuseppe di Volvera (Torino); novizio il 24 ottobre 1893 conseguì le patenti magistrali a Pinerolo, incaricandosi quindi dei giovani ginnasiali, coltivando studi filosofici e teologici e facendo gli esami nel seminario diocesano di Torino; celebrò la prima messa il 27 maggio 1899 a Volvera e Murialdo lo onorò del discorso d'occasione.

### I primi incarichi
Il 2 gennaio 1903 venne inviato alla colonia agricola tra Castel Cerreto e Battaglie presso Treviglio, in provincia di Bergamo, come direttore di quella comunità contadina, coadiuvato dalle suore di Maria Bambina della santa Bartolomea Capitanio, nonché da Ambrogio Portalupi (poi vicario di Milano) e Pompeo Ghezzi (poi vescovo di Sansepolcro).
Chiamato a Roma nel 1908, dovette occuparsi dell'erigenda fondazione dell'Opera Pio X, al rione tiburtino, ed assumere la direzione delle Scuole Pontificie accanto alla nuova chiesa: quando essa venne compiuta, il 13 marzo 1909 venne consacrata dal card. Désiré-Joseph Mercier, precursore osteggiato dell'ecumenismo, il quale lo onorò della propria stima: "Ogni qual volta l'illustre Porporato veniva a Roma, non mancava di visitare l'istituzione [...]. Dovendo poi partecipare a ricevimenti e pranzi diplomatici del Ministro Belga presso la Santa Sede, Barone d'Erp", lo voleva sempre accanto a sé. Panizzardi ebbe così modo di contrarre molte relazioni col Vicariato di Roma, con vari ambienti del Vaticano (anche perché dirigeva un'Opera intitolata al Papa) nonché con molti residenti belgi. Il lavoro essendo tanto, assiduo, stressante, Pio X si premurò di mandarlo una quindicina di giorni a Napoli a distrarsi.
Nel capitolo generale del 1912 Panizzardi venne eletto Procuratore Generale della Pia Società di San Giuseppe.
Il ricordo di uno stentato dialogo con lui è in una pagina di Secondo Tranquilli, ovvero Ignazio Silone, quando questi fu affidato, dal Patronato Regina Elena, presieduto dalla contessa Gabriella Spalletti Rasponi, al collegio tiburtino, in seguito al terremoto della Marsica e, fuggito, nel dicembre 1916, venne ricondotto dalla forza pubblica e poi espulso.
Il 1º ottobre 1920 i Padri Giuseppini, accompagnati da Panizzardi, si son recati a Treviso ad accettare di dirigere l'Opera fondata da don Quirico Turazza. Nel 1924 ha presenziato alla consacrazione di mons. Dante Munerati.

### Protonotario Apostolico ad instar participantium
Per 17 anni "Panizzardi fu la mente direttiva dell'istituzione romana" senonché, con la morte dell'Ordinario Militare Mons. Michele Cerrati, egli fu designato a succedergli, indotto ad accettare dallo stesso pontefice Pio XI. La nomina ufficiale da parte della Santa Sede avvenne il 6 marzo 1925 e due giorni dopo egli si insediava nel palazzo delle Associazioni Cattoliche in via della Scrofa. Si trattava di riorganizzare dalla fondamenta l'assistenza religiosa nelle Forze Armate che, con la fine della Prima Guerra Mondiale, era stata abolita.
Era anche l'occasione favorevole, per la Santa Sede, di tessere dei contatti, avvalendosi delle sue doti di elegante riservatezza, essendo figlio di un valoroso generale e molto ben imparentato, nella prospettiva di risolvere l'annosa questione dei rapporti con lo Stato Italiano. L'Ordinariato Militare venne eretto con decreto del 6 marzo 1925 della Sacra Congregazione Concistoriale, approvato dallo Stato italiano con la legge dell'11 marzo 1926 sull'assistenza spirituale e con il R.D. del 3 aprile con cui egli veniva riconosciuto capo della nuova gerarchia sacerdotale, stabilendo gli uffici nel Palazzo del Fondo Culti, alla Salita del Grillo, dove egli rimase sino al 22 aprile 1929, ossia fin poco dopo i Patti Lateranensi. Per dar maggior solennità, questa nomina era stata annunziata negli "Acta Sanctae Sedis" del 2 apr. (riportata dall'Osservatore Romano), con queste parole: "la di lui giurisdizione sarà insieme personale e locale, si stenderà ai Cappellani Militari e a tutte le forze sia di terra, sia di mare, sia di aria, come pure ai presidii o luoghi, proprii o assegnati a dette forze, serbando però la dovuta osservanza agli Ordinari di ciascun luogo". Come osserva Sandro Rogari, in Santa Sede e Fascismo, la Sacra Congregazione nel nominare Ordinario militare per l'Italia il Rev. Panizzardi anticipava, e quindi annullava, "ogni eventuale iniziativa governativa in proposito, in linea con la più intransigente tutela delle prerogative papali".
Panizzardi si è messo a girare per tutta Italia, il suo taccuino è denso di impegni. Il 23 agosto 1925 poneva l'effigie della Madonna ferita, dono del gen. Gaetano Giardino, benefattore dell'Opera Madonnina del Grappa, sull'altare della cappellina, trasformata in santuario. In settembre era all'inaugurazione dell'Ossario del Pasubio, cui è intervenuto Vittorio Emanuele III accompagnato dai Marescialli Armando Diaz e Guglielmo Pecori Giraldi. Pietro Pasotti, ne "La Gazzetta del Popolo" del 20 dicembre 1926, ha delineato i suoi intenti, nello scegliere per cappellani militari i più distinti sacerdoti di mente e di cuore. Il giorno di San Marco del 1927 era a Rovereto, al battesimo delle "campanelle marinare", padrini e madrine bambini e bambine vestite alla marinara, al cospetto del capitano di fregata marchese E. Perozzi, inviato dal Ministero della Regia Marina. Nell'agosto 1927 era con vari cappellani convenuti a Roma. Il 10 marzo 1928 figurava come vicepresidente (Presidente essendone il Maresciallo Giardino), nella circolare a stampa "Appello per l'erigendo Monumento ai Cappellani Militari caduti in guerra". Il cappellano di Rovereto, don Antonio Rossaro, lo informava del gesto estemporaneo di Gabriele D'Annunzio la domenica pomeriggio del 18 marzo 1928 quando, accompagnato dalla sua corte, nonostante le proteste del direttore del Museo della Guerra, Mario Ceola, aveva suonato la campana, in contrasto con il regolamento, prescrivente che dovesse squillare in onore di tutti i caduti della Guerra Mondiale. Il 1º maggio 1928 benediceva le fiamme degli agricoltori d'Italia radunati a Roma per la festa del lavoro. Nel giugno 1928 visitava il reclusorio militare di Pizzighettone. La sera del 30 gennaio 1929 era invitato a nome del Re al pranzo di corte al Quirinale.
Ha istituito il "Patronato per l'assistenza spirituale ai soldati d'Italia", composto di nobildonne, le quali spesso si riunivano a casa della marchesa Sofia Badoglio.
Nell'ambito dell'Istituto "Athenaeum" che era già stato fondato nel 1918, in questo periodo ha fatto parte della presidenza, composta da "Monsignor Camillo Panizzardi, S.E. M. Sofia Gravina, marchesa Costanza Guiccioli, contessa Orietta Borromeo d'Adda, Maria Ferrigno" e dalla direttrice prof.ssa Michelina Stirpe, per la formazione dell'"Istitutrice Modello", corso tenuto da professori e professoresse, della durata di due anni e poi di tre mesi all'estero, secondo la lingua meglio conosciuta dalla partecipante. Tuttavia, il compito non era facile, occorreva muoversi dappertutto con cautela, come desumiamo da una lettera al Segretario di Stato pontificio Pietro Gasparri, per valutare se prender parte alla cerimonia della posa della Croce al Colosseo, poiché sarebbe potuta intervenire la Regina, dato che evidentemente non c'erano stati gli accordi protocollari. Nel contesto, s'intersecava anche la delicata questione dell'assistenza religiosa all'Opera Nazionale Balilla, alla quale però non si sarebbe potuto dedicare a tempo pieno, poiché troppo impegnato, per cui, dopo lunghe trattative, ne veniva designato mons. Carlo Rusticoni. Panizzardi tuttavia ne aveva redatto un progetto di Regolamento, discutendone nel merito anche con il card. Donato Raffaele Sbarretti Tazza della Sacra Congregazione del Concilio.

### Ordinario Militare Onorario
L'Osservatore Romano informava che "Avendo la Santa Sede affidato all'Ill.mo e Rev.mo mons. Camillo Panizzardi [...] una missione all'estero che esigerà una sua assenza assai prolungata, ha rassegnato le sue dimissioni dall'ufficio fin qui tenuto di Ordinario Militare in Italia [...]. A mons. Panizzardi, in riconoscimento dell'opera da lui prestata in questi ultimi anni, nei quali è avvenuta l'organizzazione dei Cappellani militari, è stato concesso il titolo di Ordinario Militare onorario". Nella lettera circolare ai cappellani militari, con cui egli si congedava, ricordava il proprio posto di guardia "affidatomi dal S. Padre e da S. Maestà il Re" ed aggiungeva "Il nostro lavoro di quattro anni è coronato oggi meravigliosamente [...], come lo dimostra anche il Concordato concluso fra la S. Sede e lo Stato". Sicuramente le dimissioni da questo incarico, che lo aveva tanto impegnato ed appassionato, erano forzate, sofferte. Infatti, una lettera del cardinal Pietro Gasparri al generale dei Giuseppini, Padre Girolamo Apolloni, era così formulata, nel nocciolo della questione: "Sua Santità ha preso atto di queste dimissioni accettandole ed in pari tempo ha fatto sapere a Monsignor Panizzardi che apprezzava grandemente questo atto di filiale disciplina e gli inviava una speciale Benedizione Apostolica". Dimissioni che appaiono confezionate "obtorto collo", anche perché la caratura rispetto al regime di mons. Panizzardi, malgrado le blandizie di Mussolini, non era apparsa ai gerarchi sufficiente, essendo "ritenuto politicamente meno desiderabile", come si legge in un appunto al Capo del Governo del 20 ottobre 1928. Come osserva Mimmo Franzinelli, Stellette, croce e fascio littorio, se Panizzardi "ebbe piena coscienza di questa peculiare funzione nel riavvicinamento Stato-Chiesa", nel rovescio della medaglia, i suoi anni di permanenza nella carica di ordinario Militare "furono per molti versi problematici, data l'ostentata freddezza delle autorità governative e la crescente freddezza della Santa Sede", mentre in un altro libro, Franzinelli e Bottoni, Chiesa e Guerra, evidenziano "l'accantonamento di Mons. Panizzardi, inviso alle gerarchie del regime per l'avversione manifestata dinanzi alla politicizzazione del Corpo".

### Il viaggio in Francia e negli Stati Uniti
Panizzardi si è quindi recato dapprima a Lourdes, ospite del Rettore dei Cappellani, poi nel maggio 1931 a Parigi, ospite dei Gesuiti (Études, Revue bimensuelle, rue Monsieur 15), quindi, rientrato in Italia, il 13 novembre 1931 si è imbarcato sulla motonave "Augustus", diretto negli Stati Uniti, accompagnato al molo sia dal figlio del gen. Marieni che dal Padre gen. dei Giuseppini Luigi Casaril, al quale ha poi scritto delle dettagliate lettere. Dopo alcuni mesi è rientrato in Italia.

### La morte e le esequie
L'Osservatore Romano, nel necrologio, ha ricordato che negli ultimi anni Mons. Panizzardi si era consacrato all'apostolato tra i giovani della parrocchia di Santa Maria Immacolata e San Giovanni Berchmans,  il cui campanile era stato "eretto per ricordare la fausta Conciliazione", operando in un quartiere difficilissimo. Come ha scritto Luciano Bedeschi anni dopo ed hanno detto molte persone, "i suoi funerali furono una vera testimonianza per quella silenziosa obbedienza: Vescovo solo sulla carta, senza la consacrazione". 
Essendo molto stimato ed apprezzato, alle sue esequie parteciparono alte cariche religiose e dello Stato Italiano, come si può leggere nelle cronache.

## Opere

### Pubblicazioni
- Il Servo di Dio sacerdote Leonardo Murialdo, fondatore della Pia società di San Giuseppe: discorso di commemorazione tenuto nell'occasione della introduzione della causa di beatificazione dal P. Camillo Panizzardi il 22 dicembre 1921, Torino, Tip. Artigianelli, 1921.
- Un grande benefattore della gioventù. Rilievi sopra la vita e le virtù del sac. Leonardo Murialdo fondatore dei PP. Giuseppini, Torino 1828-1900, Bergamo, Tip. Orfanotrofio Maschile, 1922.
- Leonardo Murialdo: fondatore della Pia Società torinese di S. Giuseppe: brevi cenni di vita, Torino, Tip. Artigianelli, 1933.
- I Cappellani Militari, "Il Decennale", X Anniversario della Vittoria, 1928.

### Inediti
- Raccolta di poesie.
- Raccolta di esercizi spirituali (anche relativi al Giubileo Straordinario).